# Флаг Альберты
Флаг Альберты является одним из символов канадской провинции Альберта. Флаг был утверждён законодательным собранием провинции 1 мая 1968 года и вступил в силу с 1 июня того же года.

## Описание
Основное поле флага — синее, в центре расположен щит, который является основой герба Альберты. Щит занимает 7/11 от высоты флага.
В верхней части щита расположен крест святого Георгия (красный на белом фоне). В нижней части на синем фоне расположены три покрытые снегом вершины, символизирующие Канадские скалистые горы, зелёные холмы, прерии и пшеничные поля, которые вместе представляют характерный для Альберты ландшафт.

## История
Провинция была образована в 1905 году и первое время оставалась без своих символов. Это было связано с протестом, который вызвал проект щита, среди специалистов в геральдике Великобритании и Канады. Основные претензии предъявлялись к изображению ландшафта, который не является геральдической фигурой. Вместе с тем, щит был дарован 30 мая 1907 года.
До 1960-х годов щит не появлялся на флаге Альберты, более того, не было флага как такового. В январе 1964 года секретарь провинции Ambrose Holowach отметил, что в правительстве не было даже дискуссии на эту тему. Вместе с тем, с принятием в начале 1965 года Канадой нового флага с кленовым листом, стали появляться флаги во многих провинциях Канады. Премьер-министр Альберты был сторонником этой идеи и предложил правительству провинции поддержать флаг с красным фоном. Однако это предложение вызвало скорее отрицательную реакцию.
В начале 1967 года, когда Канада готовилась отпраздновать столетие образования конфедерации, кабинет министров провинции утвердил флаг для праздничных церемоний (на синем фоне), специально подчеркнув что он не является флагом провинции. Однако флаг нашёл поддержку среди жителей Альберты и на следующий год был утверждён как флаг провинции.